# Sicosis
- Este artículo se refiere a la enfermedad dérmica pero sicosis también es una variante ortográfica de psicosis.

La sicosis, del griego σῦκον, higo, es la forma más profunda de la foliculitis. A diferencia de la ostiumfoliculitis, afecta más profundamente al folículo piloso. Su agente causal habitual está en bacterias del género Staphylococcus. Se manifiesta por pápula y pústulas rojas en torno al folículo, aunque no suele dejar cicatriz. Puede tener un curso crónico.
Afecta principalmente a la barba, por lo que se la denomina también sicosis de la barba o prúrigo del barbero (sicosis vulgaris). La forma crónica y que deja marcas se denomina sicosis lupoide.